# جیوان
جیوان (به لاتین: Jiyuan) یک county-level city در جمهوری خلق چین است که در استان هنان واقع شده‌است.

## خصوصیات
جیوان ۱٬۹۳۱ کیلومترمربع مساحت و ۶۶۰٬۰۰۰ نفر جمعیت دارد.